# ديفيد أنطونيو كروز
ديفيد أنطونيو كروز (بالإنجليزية: David Antonio Cruz)‏ هو فنان أمريكي، ولد في 1974 في فيلادلفيا في الولايات المتحدة.